# マルオツノトカゲ
マルオツノトカゲ（丸尾角蜥蜴、学名：Phrynosoma modestum）は、イグアナ科（ツノトカゲ科とする説もあり）ツノトカゲ属に分類されるトカゲ。

## 分布
アメリカ合衆国（アリゾナ州南東部、テキサス州西部、ニューメキシコ州南部）、メキシコ

## 形態
全長7-13cm。体側面に襞状の鱗は無く滑らか。尾の基部は幅広いが、途中から急に細くなり断面は丸くなる。
後頭部には短い角状の鱗がある。

## 生態
基底が砂や砂礫の荒地等に生息する。昼行性。危険を感じると体を平たくして相手をやり過ごす。
食性は動物食で、主にアリを食べる。
繁殖形態は卵生。5月に交尾し、6-7月に1回に約9個の卵を産む。卵は7-8月に孵化する。

## 人間との関係
ペット用として流通されることがあり、日本にも輸入されている。流通量は属内ではサバクツノトカゲに次いで多いが、大量には流通しない。飼育は難しい。テラリウムで飼育される。小型種ではあるが、底面積を重視した個体に対して大型のケージを用意する。床材として細かい砂を潜れるように厚めに敷く。強い光を好むため紫外線照射量の多いフルスペクトルライトやメタルハライドランプ等を点灯する。また小型の電球をケージ内の一部に照射し、高温になる場所を作る。水容器は設置してもそこから水を飲むことは少なく、湿度が上昇するため基本的には設置しない。給水は朝や照明を点灯した際にケージの壁面に霧吹きをしたり、口先へスポイトを使って直接与える。餌はアリに限定されないが小型のコオロギ等を大量に与える。餌にはカルシウム剤等のサプリメントを振りかけて栄養価を上げる。